# Ivan Cvetko
Ivan Cvetko (Delnice,1804. – Rijeka,1884.), hrvatski župnik, vjeroučitelj, pokrenuo opismenjavanje hrvatske djece na Drenovi.

## Životopis
Rođen je po svemu sudeći u Delnicama od kuda je kao mladi kapelan premješten u Rijeku u crkvu Uznesenja Marijina. 
Koncem 1836. godine Gradsko vijeće Rijeke odlučilo je osnovati župni dvor na Drenovi, što je Biskupija odobrila, tako da je 1. svibnja 1837. Ivan Cvetko, do tada župni pomoćnik, izabran za župnika na Drenovi. Već sljedeće godine dao je sagraditi župni stan koji i danas služi istoj svrsi. U župnom stanu Ivan Cvetko okupljao je napredniju djecu Drenove i učio ih prvoj pismenosti.
Bogoslužje se tada, zadnjih 10 godina vršilo u kapeli Svih Svetih na današnjem novom groblju, jer je kapelica Gospe Karmelske, sagrađena davne 1628. godine na prostoru starog župnog stana,  bila u ruševnom stanju.
Zalaganjem Ivana Cvetka kod civilnih i crkvenih vlasti odobrena je 1847. godine izgradnja nove crkve. U vanjskim gabaritima sagrađena je za svega 3 mjeseca i u njoj su se počele održavati svete mise. Posvećena je tek 24. rujna 1863. godine Blaženoj Djevici Mariji s Karmelskog brda.
U vrijeme dolaska Ivana Cvetka na Drenovu, djeca su pohađala osnovnu školu koja je bila u zgradi današnjeg Pedagoškog fakulteta. Ivan Cvetko zalagao se i uspio dobiti dozvolu da se na Drenovi sagradi zgrada osnovne škole. Tako je 1852. godine dovršena izgradnja prvog, zapadnog dijela Pučke škole koji se sastojao od jedne učionice i stana za učitelja. Školu je polazilo 40 do 50 učenika.
Kad se 1855. godine u Rijeci pojavila treća epidemija kolere, Ivan Cvetko imao je zadatak da ljude podučava higijenskim navikama u borbi protiv te opake bolesti tih vremena.
Kao župnik Ivan Cvetko ostao je na Drenovi do 1870. godine kada je 16. srpnja, u današnjoj crkvi Gospe Karmelske koja je sagrađena njegovom zaslugom, održao oproštajni govor.
„Zbogom narode!“ bile su zadnje riječi oproštaja koje je izrekao i otišao. 
Živio je još 14 godina u Rijeci. Sahranjen je na najstarijem drenovskom groblju, da bi izgradnjom sveučilišnog naselja njegovi posmrtni ostaci bili premješteni na današnje Staro groblje na Donjoj Drenovi. Za sve zasluge kojima ih je Ivan Cvetko zadužio, Drenovčani su se odužili davši njegovo ime središnjem mjesnom trgu.